# Дэнни (тропический шторм, 2009)
Тропический шторм Дэнни (англ. Tropical Storm Danny) — пятый по счёту тропический циклон в сезоне атлантических ураганов 2009 года и четвёртый по счёту тропический шторм, получивший собственное имя в сезоне 2009 года.
Шторм Дэнни сформировался 26 августа 2009 года в результате взаимодействия тропической волны тёплого воздуха с областью низкого давления над северной частью острова Гаити. Первоначально тропический шторм имел курс на северо-запад и развился настолько стремительно, что пропустил стадию тропической депрессии, однако затем вследствие неблагоприятных погодных факторов циклон набирал свою силу постепенно, достигнув своего пика интенсивности 27 августа с показателем скорости ветра в стихии в 85 км/ч. Вскоре после этого тропический шторм ослабел до уровня депрессии и 29 августа 2009 года потерял характеристики тропического циклона и был поглощён широким атмосферным фронтом.
Дэнни не успел достичь прибрежных районов континентальной части Америки, но стал причиной штормовых волн на всём восточном побережье Соединённых Штатов. В штате Северная Каролина штормовой нагон стал причиной гибели 12-летнего подростка.
Остатки тропической депрессии вызвали умеренные дожди на территориях атлантических провинций Канады.

## Метеорологическая история

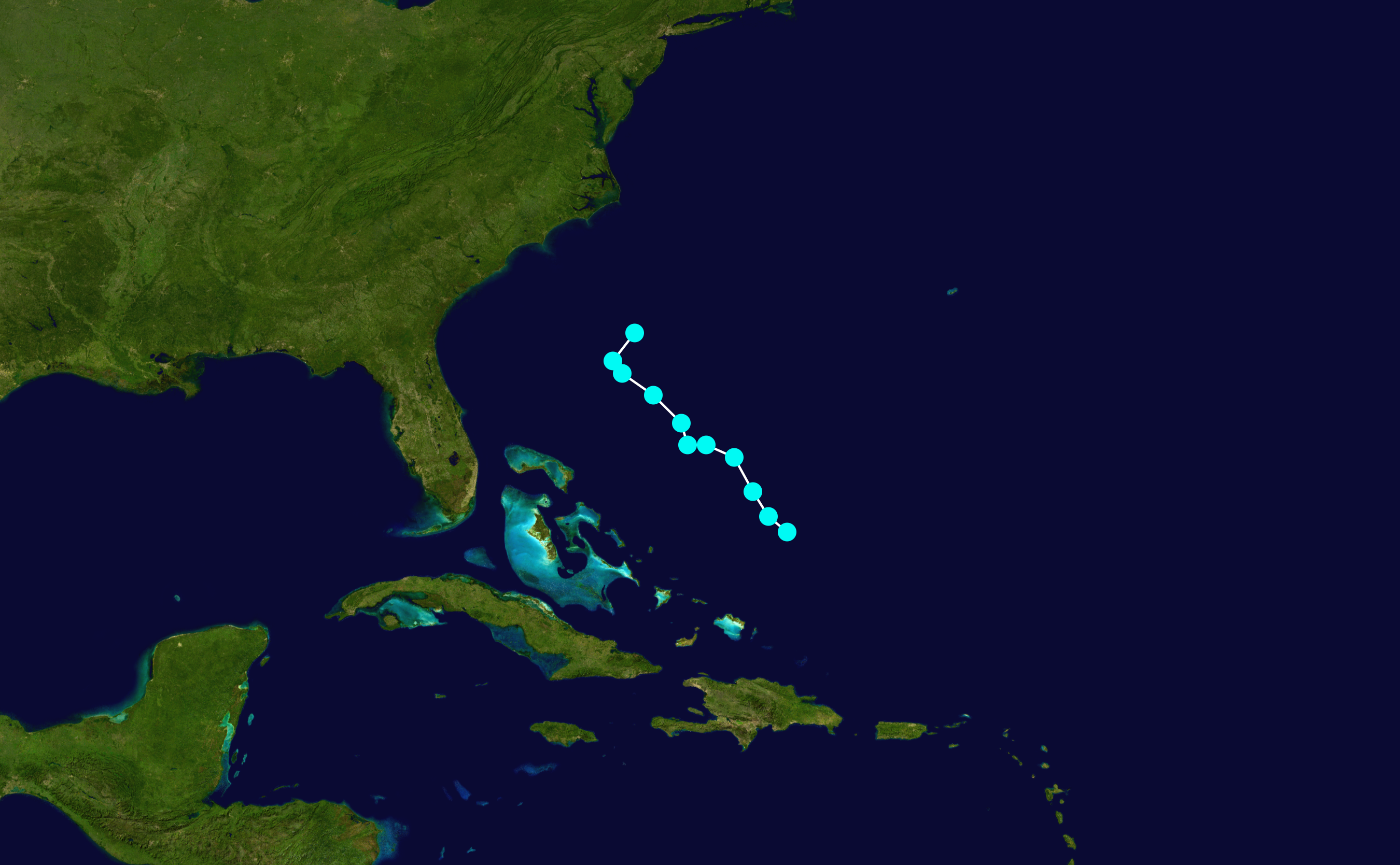
Траектория движения Тропического шторма Дэнни

Утром 20 августа 2009 года от западного побережья Африки в направлении Карибского моря начала двигаться тропическая волна тёплого воздуха, образуя широкий атмосферный фронт южнее зоны действия Азорского антициклона. 21 августа в области волны появился центр циркуляции воздушных масс, что заставило Национальный центр прогнозирования ураганов США включить атмосферное образование в свои ежедневные обзорные выпуски. Тропическая волна имела глубокие слои влажного воздуха с наблюдаемыми особенностями, характерными для тропических циклонов. В конце суток 21 августа в северной части циклона зарегистрированы сильные конвективные потоки, атмосферное давление зафиксировано на уровне 757 миллиметров ртутного столба.
К утру 22 августа вследствие неблагоприятных погодных условий область глубокой конвекции несколько сократилась. Чуть позже к западу от циклона сформировалась ещё одна область низкого давления, не связанная с данным циклоном и не оказавшая на его развитие никакого заметного влияния. 23 августа область грозовой активности циклона переместилась в северо-западную часть и несколько снизила свою интенсивность вследствие перемешивания конвективных потоков и сильного влияния сдвига ветра с западного направления. Тем не менее, на следующий день район атмосферного возмущения стал расширяться, увеличилась скорость поступательного движения циклона, сам же циклон приобрёл чётко обозначенный центр движения воздушных масс, вращающийся против часовой стрелки.
В течение следующих суток область основной конвекции переместилась в северо-западную часть образования, пройдя через точку его минимального давления, при этом начался процесс разделения зон восточной части циклона и его основной конвективной воздушной массы.
Около полудня 25 августа скорость ветра в циклоне достигла штормовой отметки, однако метеорологи на данном этапе не стали присваивать циклону статус шторма из-за отсутствия замкнутой системы циркуляции воздушных масс в центре образования. В ночь на 26 августа восточная часть циклона подверглась очередному сдвигу ветра, после чего в северо-восточной и юго-восточной его частях образовались перистые облака. 26 августа в 11 часов утра по североамериканскому восточному времени статус тропического циклона был повышен до уровня Тропического шторма, который получил следующее по списку сезона атлантических ураганов 2009 года название Дэнни. К этому времени в циклоне была чётко сформирована замкнутая область циркуляции воздушных масс. Тем не менее, меторологи рассматривали вариант отнесения циклона в категорию субтропического шторма, поскольку атмосферное формирование уже находилось на границе между тропиками и субтропиками, а также одним качественным скачком миновало уровень тропической (субтропической) депрессии.

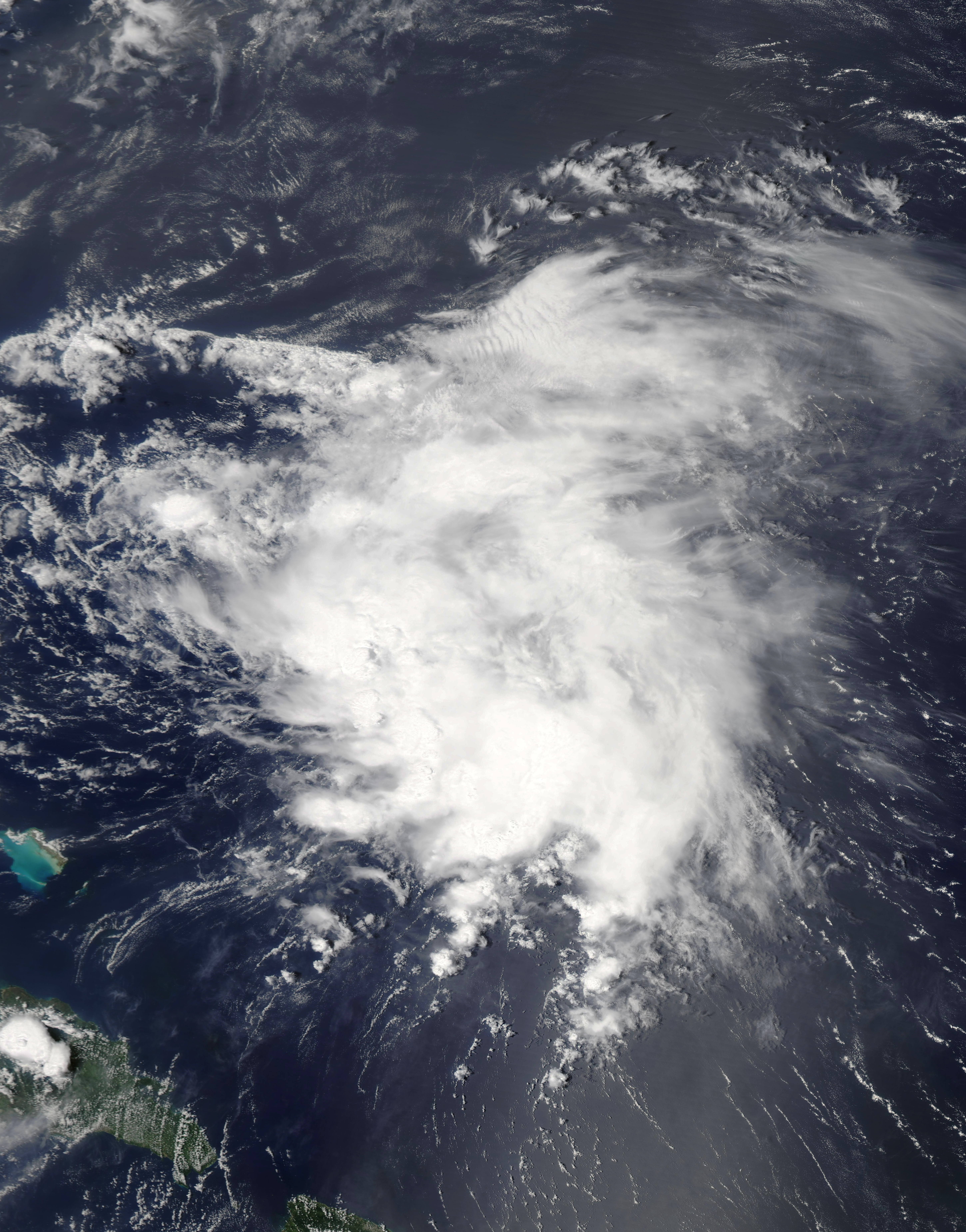
Дэнни в начальной фазе тропического шторма

В полдень 26 августа центральная часть области низкого давления шторма Дэнни находилась над Гаити, юго-восточная часть центра циклона располагалась над Бермудскими островами, сам шторм двигался почти точно на северо-запад. Несколько часов спустя метеорологи выпустили прогноз усиления шторма до уровня урагана первой категории, поскольку в его северном квадранте произошло скачкообразное усиление конвекции воздушных масс. К концу дня 26 августа у шторма образовался ещё один центр, находившийся к северо-востоку от основной области и расположенный в глубине новых конвективных потоков.
В начале суток 27 августа в центре спирального образования шторма была зарегистрирована область удлинённой конвекции, образовавшаяся в связи с появлением сдвигов ветра в западном направлении, а несколько часов спустя были зафиксированы пиковые показатели шторма: постоянная скорость ветра 95 км/ч и минимальное давление в центре шторма 754,56 миллиметров ртутного столба. Шторм мог продолжать наращивать свою силу, однако вследствие низкой скорости вращения его спирали вертикальные сдвиги ветра начали постепенно разваливать структуру циклона. Основная область конвекции потоков постепенно начала смещаться на восточную границу циклона, сам шторм вступил в область сухого воздуха и стабильной атмосферы, что внесло существенный вклад в дальнейшую дезорганизацию структуры спирали вращения циклона.
В течение первой половины суток 28 августа Дэнни сменил вектор своего движения на север и едва дотягивал до уровня тропического шторма. К концу суток структура циклона оказалась вытянутой с юга на север, конвективная система располагалась в юго-восточной части атмосферного образования, подвергнувшись влиянию другой области низкого давления, находящейся на северо-западе Дэнни у побережья Северной Каролины. В ночь с 28 на 29 августа область низкого давления начала сливаться с широким фронтом пониженного давления и Национальный центр прогнозирования ураганов США выпустил окончательную метеосводку по Дэнни, классифицируя его, как обычную область низкого давления. После этого остатки шторма изменили направление движения на северо-восток, пройдя напоследок дождями по восточным штатам США и территориями Атлантической Канады, и окончательно расформировались в высоких широтах Атлантического океана.

## Воздействие

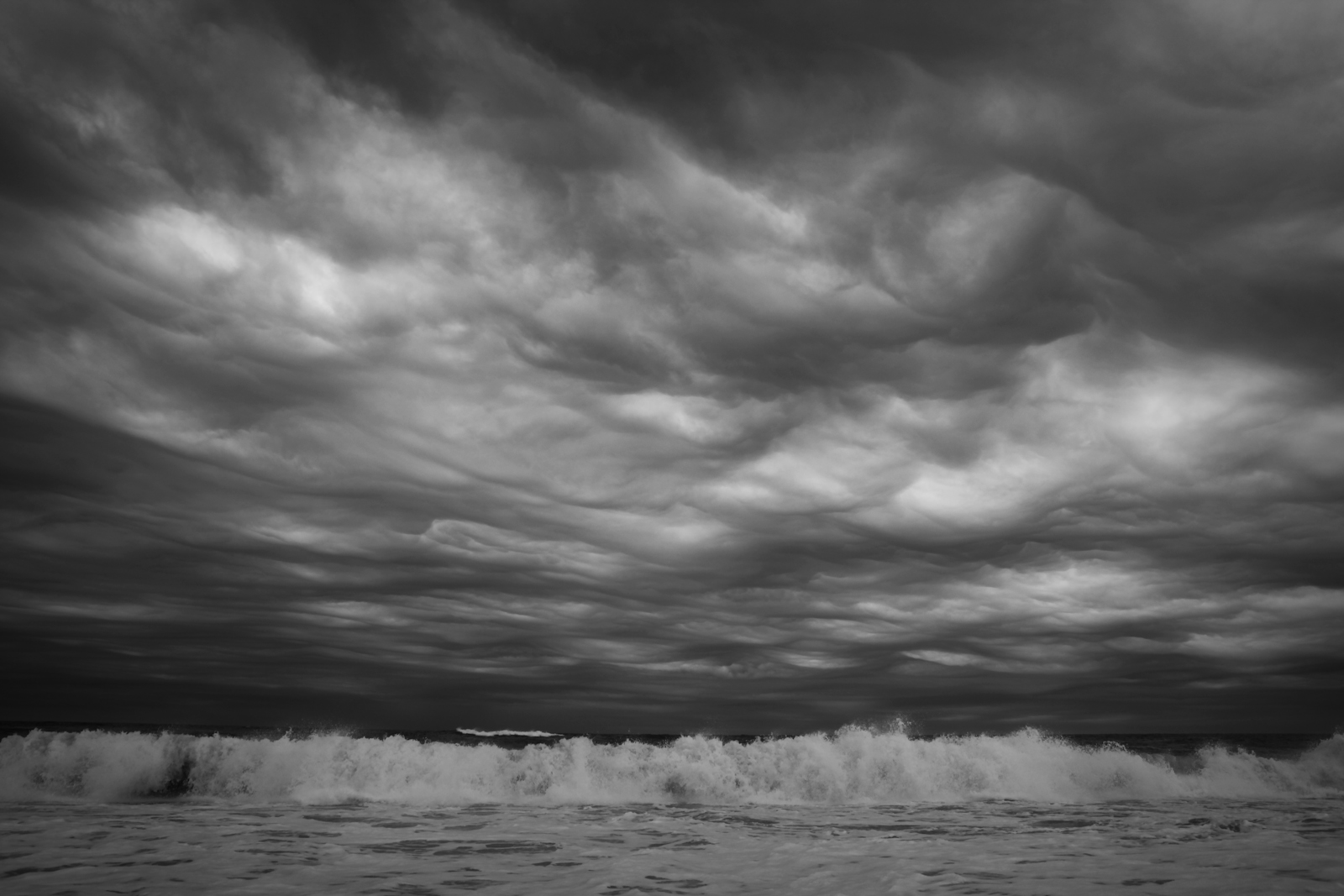
Водная и воздушная стихия на побережье США при приближении Тропического шторма Дэнни

В преддверии прихода Тропического шторма Дэнни было объявлено штормовое предупреждение для штата Северная Каролина от северной границы мыса Наблюдения. Шторм не дошёл до континентальной части суши, поэтому его воздействие на населённые территории оказалось сравнительно небольшим. Тем не менее, стихия породила штормовые волны и сильную обратную волну на восточном побережье Соединённых Штатов, которые 28 августа стали причиной смерти 12-летнего мальчика около города Королла, штат Северная Каролина. 1 сентября 2009 года управление шерифа округа Карритак сообщило о том, что тело подростка найдено в пляжной зоне на расстоянии около полутора километров от того места, где он пропал без вести. К югу от Короллы, вдоль всего морского побережья штата Флорида Тропический шторм Дэнни породил волны высотой от 1,8 до 2,1 метров. Волнение океана и обратные течения заставили чиновников штатов Флорида, Делавэр и Нью-Джерси запретить любые купания в прибрежных зонах отдыха. Несмотря на все запреты в округе Монмут (штат Нью-Джерси) серфер получил травму в виде сломанной ноги, пытаясь кататься на волне штормового прибоя.
Остатки тропического шторма в завершающей стадии вступили во взаимодействие с широким атмосферным фронтом, в результате чего в некоторых штатах прошли сильные дожди, в ряде случаев приведшие к местным паводкам. В округе Делавэр штата Пенсильвания проливные дожди подтопили жилые дома, заблокировав одну семью в подвале собственного дома. В штате Филадельфия из берегов вышла небольшая река, вызвав локальные затопления прибрежных территорий. В округе Лихай (штат Пенсильвания) из-за возникших паводков были закрыты несколько автомобильных дорог, включая и федеральную автомагистраль 222. О наводнениях также сообщалось из нескольких округов штата Нью-Джерси, где было затоплено множество подвальных помещений домой, а также проводились работы по эвакуации автотранспортных средств. В штате Мэриленд был зарегистрирован уровень осадков в 180 миллиметров.
После перехода во внетропическую фазу шторм вызвал сильный ветер с проливными дождями в Новой Англии, в штатах Массачусетс и Род-Айленд был зарегистрирован уровень осадков в 51 мм. Дожди заблокировали ряд автомобильных дорог, порывы ветра достигали 98 км/ч (61 миль/ч). В штат Мэн циклон принёс ветер с порывами до 97 км/ч, валивший на своём пути деревья и отрывавших лодки от причалов в городе Истпорт.
Остатки шторма также вызвали сильные дожди на территориях Атлантической Канады. В городе Сент-Джон (провинция Нью-Брансуик) выпало по меньшей мере 100 мм осадков и было затоплено более 50 подвалов жилых домов. Метеорологическая служба Канады объявила предупреждение для провинций Нью-Брансуик, Ньюфаундленд, Остров Принца Эдуарда и Новая Шотландия, при этом в Новой Шотландии без электроснабжения осталось более 16 тысяч человек.